# 伊勢市市営庭球場
伊勢市市営庭球場（いせししえいていきゅうじょう）は、三重県伊勢市古市町にある屋外テニスコートである。通称は「伊勢市営テニスコート」、「古市のテニスコート」などである。主にソフトテニスの試合場として用いられる。

## 概要
- 所在地：三重県伊勢市古市町355-3
- 砂入り人工芝コート　12面
  - ナイター施設　4面
- 更衣室、シャワー室
- 収容人数：メインスタンド　200人、一般スタンド　600人、芝生スタンド　1,000人
- 駐車場　約50台

## 沿革
- 1934年（昭和9年）より、宇治山田市（現在の伊勢市）の神宮皇學館において、伊勢神宮奉納庭球大会が行われていたが、戦争のため一時中止された。戦後これを復活するために新たなテニスコートが建設された。
- 1950年（昭和25年） - 宇治山田市は1,253,000円の市費を投じて、テニスコート6面を宇治山田市古市町の日本赤十字社三重支部山田病院（伊勢赤十字病院の前身）跡に新設する。 8月11日にコート開きを兼ねて、市民庭球大会を開催する。
- 1951年（昭和26年） - 木造平屋建てのクラブハウスを建設する。
- 1952年（昭和27年） - テニスコート2面を増設する。
- 1953年（昭和28年） - 上屋スタンドを新設する。
- 1955年（昭和30年） - 市名改称により、宇治山田市営から伊勢市営となる。
- 1962年（昭和37年） - テニスコート2面を増設する。
- 1980年（昭和55年）頃までは、全国レベルのソフトテニス大会が多く開かれた。1946年（昭和21年）から1981年（昭和56年）までの36年間に全日本軟式庭球選手権大会（現在の全日本ソフトテニス選手権大会）が8回開催されている[1]。
- 1990年（平成2年）以降は毎年、都道府県対抗全日本中学生ソフトテニス大会の一会場として使用されている。

## 交通アクセス
- 伊勢自動車道伊勢西ICから車で約5分。
- 三重交通バス 伊勢市駅または宇治山田駅より「浦田町（おはらい町）」行きに乗車、発車から約8分後に「テニスコート前」バス停下車。